# Nyarubongo
Nyarubongo är ett vattendrag i Burundi.   Det ligger i provinsen Gitega, i den centrala delen av landet, 80 km öster om huvudstaden Bujumbura.
Omgivningarna runt Nyarubongo är en mosaik av jordbruksmark och naturlig växtlighet. Runt Nyarubongo är det ganska tätbefolkat, med 192 invånare per kvadratkilometer.